# ژوزه مانوئل کینا
ژوزه مانوئل کینا (پرتغالی: José Manuel Quina؛ زادهٔ ۳ اکتبر ۱۹۳۴) قایقران قایق بادبانی اهل پرتغال بود.